# Francesco Xanto Avelli
Francesco Xanto Avelli da Rovigo (Rovigo, 1486 circa – Urbino, 1542 circa) è stato un ceramista e poeta italiano.
Francesco Xanto (Santo) Avelli da Rovigo, detto Santino, è stato uno dei più importanti ceramisti del Rinascimento italiano. Colto umanista, fu poeta alla corte di Francesco Maria I della Rovere, duca di Urbino. Celebre la collaborazione con Mastro Giorgio Andreoli da Gubbio a cui demandava l'abbellimento delle sue maioliche con il lustro, di cui Mastro Giorgio rimane l'insuperato artefice.

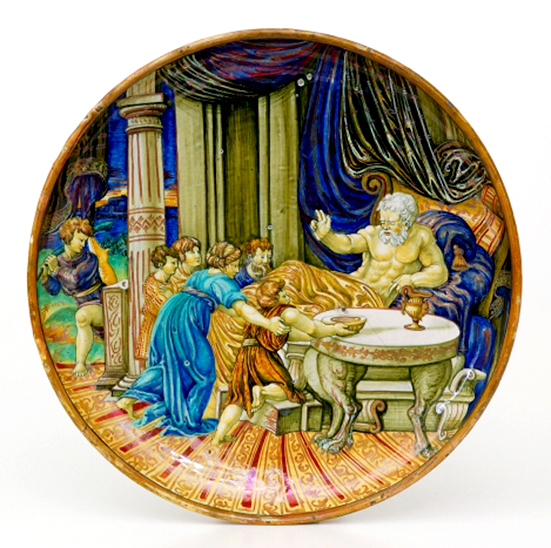
Piatto istoriato con la scena biblica di "Isacco che benedice Giacobbe". Il soggetto raffaellesco è tratto dall'incisione di Agostino Veneziano. L'opera è dipinta da Francesco Xanto Avelli e lustrata a Gubbio da Mastro Giorgio Andreoli. Datato sul rovescio 1529. Faenza, Museo internazionale delle ceramiche in Faenza.

## Biografia
Non abbiamo documenti che attestino la data di nascita di Xanto Avelli. Certamente la giovinezza la trascorse a Rovigo e iniziò in tenera età a cimentarsi nelle botteghe dei "bochaleri" veneti. Presto dovette rimanere sensibile al fascino che proveniva dai racconti dei maestri ceramici che transitavano a Ferrara, dove pare abbia trascorso qualche anno giovanile prima di passare per una breve esperienza faentina e, si presume anche dalla lettura dei sonetti dedicati a Francesco Maria della Rovere, finalmente raggiungere, qualche anno dopo il 1516, Urbino ricca di fermenti umanistici e resa celebre dal grande Raffaello.
Er'io per tal sentier, ch'a un Rover d'oro

Amor mi trasse e disse hor scrivi il vero.»
Si presume che all'inizio del soggiorno in Urbino avesse bottega propria ma già dal 1530 prese il via la collaborazione con Niccolò Pellipario (detto Nicola da Urbino) nella cui bottega preparava, con l'età avanzata di Nicola e a partire dal 1535, i pezzi principali dei servizi ("credenze") ordinati a Nicola. Xanto di qualche anno più giovane di Nicola da Urbino, già celebrato maestro ceramico in Urbino, condivise con lui le suggestioni della fastosa corte montefeltrina e per entrarvi con tutti gli onori, si cimentò con passione nella poesia, offrendo al duca Della Rovere dei sonetti, conservati nel fondo urbinate della biblioteca vaticana, in cui unisce aspetti della cultura del tempo a spunti autobiografici e celebrazioni cortigiane. Calato nella storia a lui contemporanea dipingerà sulla maiolica i grandi eventi accaduti sulla scena politica italiana come il sacco di Roma del 1527.
Magistrale interprete del filone istoriato, Xanto riuscirà a trasferire nelle maioliche il gusto del pieno rinascimento conquistando riconoscimenti a corte e committenze prestigiose. La vasta produzione, attestata in oltre 400 opere conosciute, annovera piatti da pompa, e coppe con gli stemmi di celebri famiglie nobili del tempo. Dai Gonzaga di Mantova, ai Pucci, Michiel e i Pesaro. Nel vasto corpus di opere giunte fino a noi,  e dalla mancanza di documenti, non risultano opere commissionate dai Della Rovere e questo ha suscitato perplessità negli studiosi: all'ipotesi che il materiale sia andato perduto fa da contraltare quella che vuole Francesco Maria marginalmente interessato alla ceramica per immortalarvi il suo casato e le sue gesta.

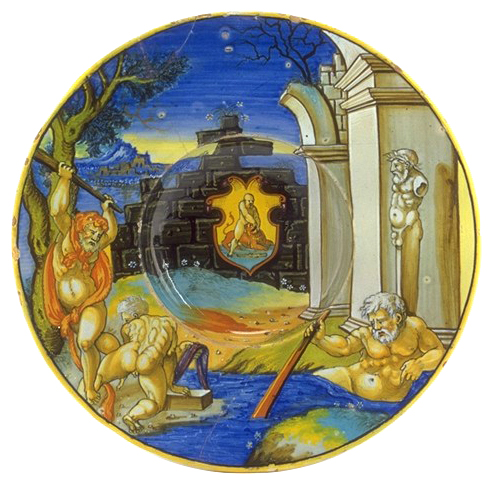
Piatto istoriato con la raffigurazione di Ercole che uccide Caco e stemma rappresentante Ercole che strozza il "leone nemeo". Firmato e datato 1531. Museo internazionale delle ceramiche in Faenza.

Nella sua opera di ceramista Xanto Avelli dimostra di possedere una vasta cultura: pittorica, mediata anche dalle incisioni di Marcantonio Raimondi,Agostino Veneziano e Marco Dente, che avevano avuto il merito di far circolare le opere dei grandi contemporanei, in cui primeggiano le figure di Raffaello, Mantegna e Parmigianino, unitamente ai riferimenti scultorei di epoca classica, e umanistica riscontrabile nei precisi rimandi ai testi letterari di Ovidio, Virgilio, Livio, Pompeo Trogo, Petrarca e Ariosto.
Come affermano Mallet e altri studiosi Xanto non si limiterà a restituire pittoricamente singoli episodi letterari o biblici ma comporrà i temi delle sue "istorie" riunendo ed elaborando più racconti, di differenti periodi storici. Nei temi trattati Xanto evidenzia riferimenti erotici, alchemici, astrologici e cosmogonici propri al neoplatonismo; tuttavia la sua apparente restituzione sincretica in un unicum visivo, sembra delineare in realtà una personale ricerca del vero che per Charles Robertson, nel notare una concordanza metodologica nei processi visuali mutuati dalle stampe dell'epoca tra, Michelangelo per la cappella Sistina e Xanto per il piatto dipinto con il "Trionfo di venere", farebbe dell'Avelli un vero e proprio "filosofo visivo".
È incerta la data a cui ascrivere la sua prima esperienza urbinate e conseguentemente il successivo soggiorno a Gubbio. Per Mallet si colloca negli anni prima del 1524, e quella eugubina tra il 1524 e il 1525, mentre per Carola Fiocco e Gabriella Gherardi le rispettive date vanno posposte di due anni. Per un biennio si trasferirà presso la bottega di Maestro Giorgio Andreoli e compariranno così le prime opere lustrate, recanti la sola firma di Mastro Giorgio (per il lustro) ma anche attribuite pittoricamente, per coerenza stilistica e formale a Xanto, che fece ritorno ad Urbino prendendovi moglie (dopo il 1525 per Mallet e dopo il 1528 per Fiocco e Gherardi). Unanime il giudizio sull'influenza che ebbe la lunga collaborazione con Mastro Giorgio Andreoli feconda di una continua maturazione stilistica e formale per Xanto.
Le due studiose, sempre nel convegno del 2007 alla Wallace Collection, affrontando il problema della difficoltà di trasportare tra Gubbio e Urbino un materiale così delicato e oltretutto in quantità cospicue, prospettano la possibilità che Mastro Giorgio avesse una bottega nel territorio urbinate, e così si spiegherebbero meglio, dopo il soggiorno eugubino di Xanto, le molteplici successive lustrature apparse nell'opera dell'Avelli.
Interessante la figura di Giulio da Urbino il maggior discepolo dell'Avelli che ebbe il merito di introdurre l'istoriato a Rimini e Verona. Giulio fu inserito nell'ambiente urbinate da Xanto, che aveva già conquistato notorietà a fama, e se precedentemente si attribuivano alcune opere istoriate a Xanto Avelli oggi si è arrivati alla conclusione che sono di Giulio che in realtà ne riproduceva fedelmente lo stile ed il tratto pittorico. Ad un'attenta lettura critica delle opere di Giulio, s'individua infatti il cromatismo caratteristico dell'opera di Xanto; il quale per tutta la sua vita, fino alla data presunta della sua morte (c. 1542), manifesterà una più consapevole e complessa visione pittorico compositiva, caratterizzata dalla brillante lucentezza degli smalti e da un ductus fluente, dai ricercati accostamenti cromatici, anche se dopo il 1535 c. apparirà più rapido e meno dedicato ai dettagli.

## Opere

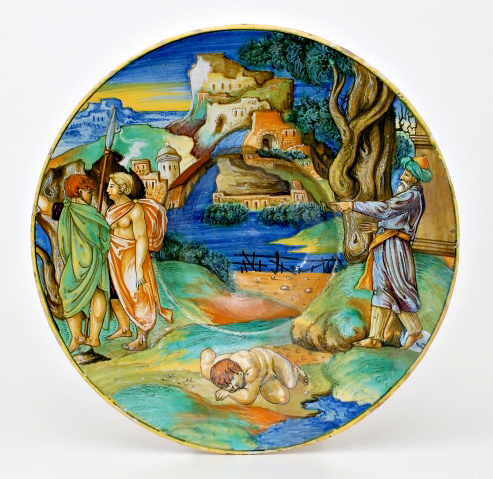
Piatto con raffigurazione del mito di Giasone e Medea. L'opera porta sul rovescio la firma di Francesco Xanto Avelli da Rovigo. Urbino, 1531-1532 c. Museo internazionale delle ceramiche in Faenza.

Molte le opere nei più prestigiosi musei e collezioni private del mondo. Fra queste ve ne sono alcune oggetto di studio da oltre un secolo, mentre per recenti disamine sono presenti abstract e schede critiche anche sul web. Nell'elenco che segue vengono menzionate alcune delle opere più celebri.
- Isacco che benedice Giacobbe, datato 1529, lustrato a Gubbio da Mastro Giorgio Andreoli[10]
- Giasone e Medea, (1531-1532).[10]
- Le morti di Piramo e Tisbe, (1528-1531). Sul retro l'iscrizione[11]: Vedi Piramo & Tisbe / i sieme allombra. / historia y.[12]
- Le bagnanti, datato 6 aprile 1525, Sul retro l'iscrizione: Maitr Giorgio / da ugubio al dj 6/daprile / 1525. Scena centrale attribuita a Xanto Avelli, bordura a Francesco Urbini, lustrato a Gubbio da Mastro Giorgio Andreoli.[13]
- Trionfo di Nettuno (stemma Michiel-Gritti), datato MDXXX. Sul retro l'iscrizione: M.D. XXXIII / Triumpha qui Nettǔ nelle salse onde / Su le qual gode lamorosa Stella / Ignuda frà suoi figli, e, bella / Vien coronata de fioretti,e, fronde/. Frā: Xanto. A./. da Rovigo ī/Vrbino[14]
- Enea e i suoi compagni alla tomba di Polidoro, (servizio Pucci), datato 1532. Sul retro l'iscrizione:.1532. Enea da Polidor giunse / al sepolcro. / Nel III libro de l'Eneide / fra Xanto A / da Rovigo in / Urbino.[15]
- Rogo della donna di Sesto, (servizio Pucci), datato 1532, lustrato a Gubbio da Mastro Giorgio Andreoli.[16]
- Matrimonio di Alessandro e Rossane (stemma Gonzaga-Paleologo), ante 1533,[17]
- Astolfo e le Arpie, datato 1532, lustrato a Gubbio da Mastro Giorgio Andreoli[18]
- Adorazione dei pastori, datato 1537.[19]
- Hypermnestra Watching Lynceus Take Her Father's Crown, datato 1537.[20]
- "Pilgrim Flask" with Mercury and Psyche, datato 1530.[21]
- Ratto di Elena, datato 1534,.[22]
- La maledizione di Roma (?) (servizio Pucci), datato 1532,[23]
- Polifemo, Galatea e Acis (stemma Jacopo Pesaro), datato 1535, lustrato a Gubbio da Mastro Giorgio Andreoli.[24]

## Le firme
Astolpho che l'Harpie per

segue e scaccia.

,Nel .XXX. canto dil Furioso

d(i).M.L. Ariosto

fra Xanto.A.da Rovigo,

i(n) Urbino pi(nse):»

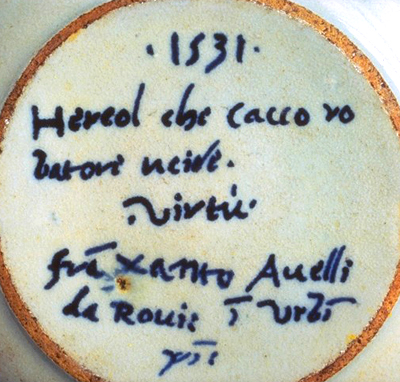
Firma di Francesco Xanto Avelli sul retro del piatto con la rappresentazione di Ercole che uccide Caco e stemma (Ercole che strozza il Leone Nemeo). ".1531. Hercol(e) che Cacco co ba(s)toni u(c)cide. Virtù. Fra Xanto Avelli da Rovig(o) i(n) Urbi(no) pi(ns)e". Museo internazionale delle ceramiche in Faenza.

È dal 1530 che si hanno le prime opere firmate da Xanto Avelli in differenti modalità: con le iniziali F R (Francesco Rovigiese), F X R e F X A R  (Francesco Xanto Rovigiese) e (Francesco Xanto Avelli Rovigiese) o per esteso: Francesco Xanto Avelli da Rovigo.
Unitamente alla firma sinteticamente descriveva sul recto della maiolica il tema dell'istoria rappresentata, annotando con “fabula” i temi mitologici, “historia” per quelli più propriamente storici, “nota”, o "virtù" (come nell'opera qui riprodotta), nei riferimenti etico-morali. A volte completava inscrivendo delle legende (non di rado in rima sintetizzando l'episodio tratto dall'Ariosto o altri autori classici) o cimentandosi in "stanze" poetiche a endecasillabi di tratto petrarchesco. Tuttavia il fatto che in alcune opere abbia indifferentemente utilizzato "fabula" e "Historia" per i temi mitologici e storici, ha suggerito che nelle intenzioni di Xanto vi fosse quella di lasciare alla committenza colta la libertà di decidere a quale "riferimento" ascriverlo favorendo così l'aprirsi di un passe partout relazionale attraverso il quale far penetrare i reconditi significati dell'opera.

## Altre immagini

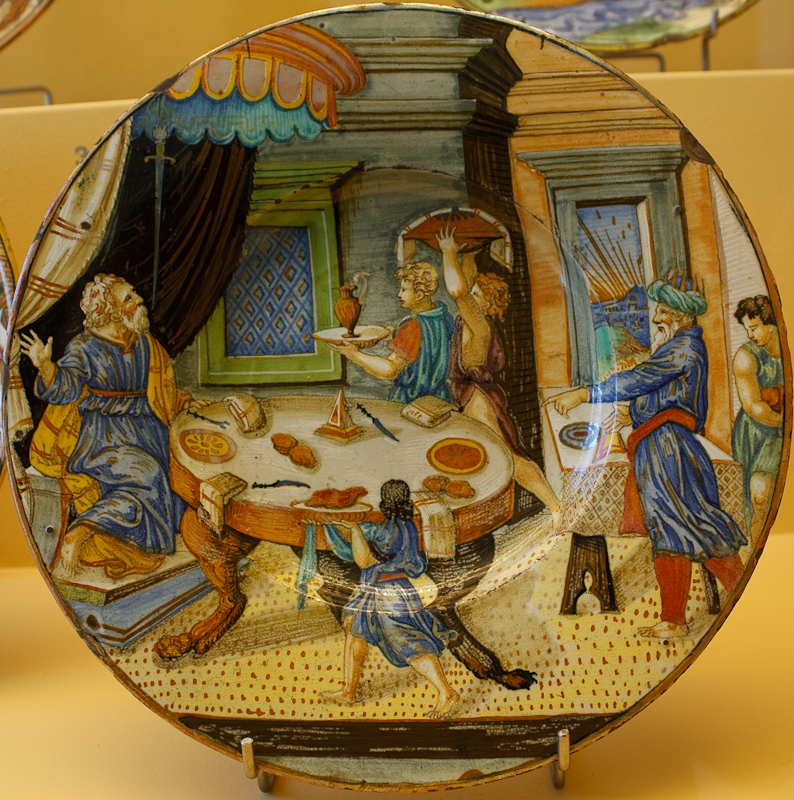
Piatto con l'allegoria della "Spada di Damocle".
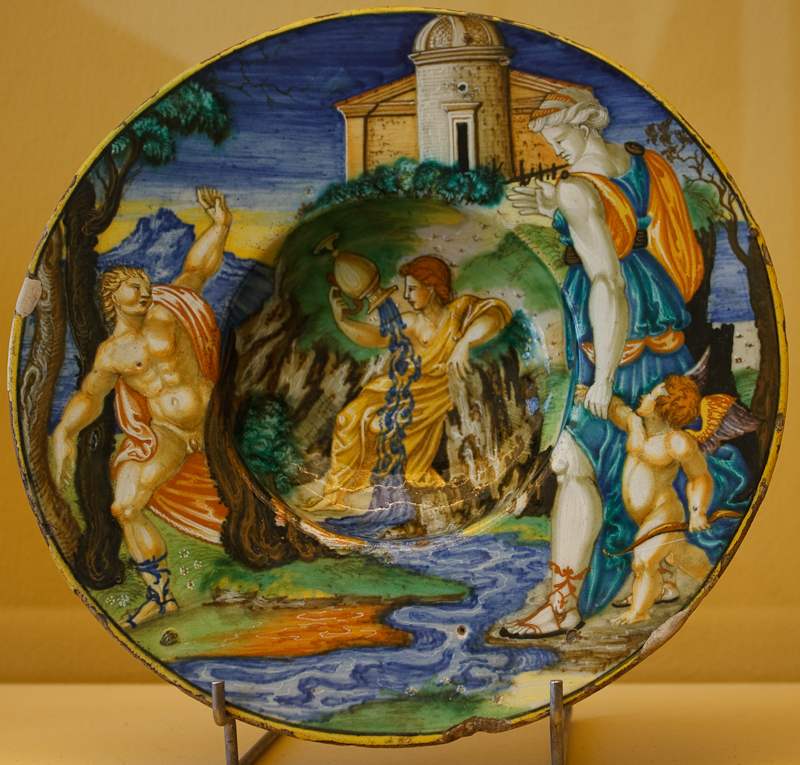
Piatto con le storie di Eco, Eros e Narciso.